# Bapen
Bapen (kinesiska: 岜盆乡, 岜盆) är en socken i Kina. Den ligger i den autonoma regionen Guangxi, i den södra delen av landet, omkring 57 kilometer sydväst om regionhuvudstaden Nanning. Antalet invånare är 22308. Befolkningen består av 10 472 kvinnor och 11 836 män. Barn under 15 år utgör 20,0 %, vuxna 15-64 år 68 %, och äldre över 65 år 11,0 %.
Genomsnittlig årsnederbörd är 2 176 millimeter. Den regnigaste månaden är augusti, med i genomsnitt 438 mm nederbörd, och den torraste är januari, med 30 mm nederbörd.